# DIE SNOBS – Sie können auch ohne Dich/Episodenliste
Diese Liste der Episoden von DIE SNOBS – Sie können auch ohne Dich enthält alle Fernsehepisoden der deutschen Sitcom DIE SNOBS – Sie können auch ohne Dich, sortiert nach der deutschen Erstausstrahlung. Die Fernsehserie umfasste eine Staffel.

## Staffel 1
Die Erstausstrahlung der ersten Staffel erfolgte ab dem 11. November 2010 auf dem deutschen Sender ZDFneo. Parallel dazu starteten 18 Webisodes (eine Folge pro Golfloch) auf dem mittlerweile eingestellten Webserienportal 3min.de. Die Fernsehepisoden enthielten Material der Internetauswertung und erfuhren Erweiterung durch Bonusszenen, die außerhalb des Golfplatzes spielten.
| Nr. (ges.) | Nr. (St.) | Originaltitel       | Erstausstrahlung  |   |
| --- | --------- | ------------------- | ----------------- | - |
| 1 | 1         | Caddie Boot Camp    | 11. November 2010 | - |
| Der verkaterte von Zesen ist zu spät für das sonntägliche Golfspiel mit seinem Freund Astor. Spontan rekrutiert er einen Grillwalker als Caddie, der ihm in seinem desolaten Zustand das Tragen der Golftasche abnehmen soll. Der junge Wurstverkäufer tauscht mit der Aussicht auf einen besseren Stundenlohn seinen 15 Kilo Bauchladen mit Currywürsten gegen eine Schultertasche mit Golfschlägern. Astor ist genervt von der sonderbaren Begleitung. Er fordert von Zesen auf den "schlecht angezogenen Berliner Ghettojungen" nach Hause zu schicken, ein Caddie sähe anders aus. Von Zesen fällt sofort eine Lösung für Astors Problem ein: Die Snobs lauern dem Kapitän der Jugendmannschaft des Golfclubs auf und überfallen ihn. Der Wurstjunge tauscht seine Grillwalker-Montur gegen das Outfit des Teamchefs. Das Make-Over scheint perfekt. Ein anschließender Crash-Kurs soll aus dem Jungen nun final einen richtigen Caddie machen. Trotz Tadel, wird er feierlich getauft und erhält, neben einem Buch mit Golfregeln, einen neuen Namen: Regine. Das Spiel kann beginnen. |           |                     |                   |   |
| 2 | 2         | Folie a Trois       | 18. November 2010 | - |
| Die Snobs treffen auf eine Golferin, die sich als Astors Therapeutin herausstellt. Während sie ein Golfloch zusammenspielen, bindet von Zesen die Dame in eine provokative Analyse seines Freundes ein, um auf einen Wutausbruch von Astor hinzuarbeiten. Die Therapeutin versucht die Lage durch eine gruppentherapeutische Maßnahme zu lösen und lockt am Ende den Wurstjungen in eine Liebesfalle. Von Zesen präsentiert seinen Mitgolfern frisch gepflückte Magic Mushrooms. Widerwillig greifen Astor und der Wurstjunge zu. Die Wahrnehmung der drei gerät aus den Fugen. Im Stil eines Platoons bahnen sie sich durch das Fairway. Ihre Golfschläger sind ihre Gewehre. Ein Sandbunker wird zum Schützengraben. Am Ende opfert sich von Zesen und verschwindet hinter feindlicher Linie. Astor und der Wurstjunge sind auf sich gestellt. Um den Jungen auf andere Gedanken zu bringen, bietet Astor ihm einen neuen Job an. Zunächst muss er jedoch eine Mutprobe bestehen. |           |                     |                   |   |
| 3 | 3         | Tod am Valentinstag | 25. November 2010 | - |
| Von Zesen streift immer noch desolat durch den Wald abseits des Golfplatzes und entdeckt eine Gruppe junger Mädchen. Es liegt eine stark erotisierte Stimmung gleichgeschlechtlicher Anziehung in der lauen Waldluft. Von Zesen gibt der Versuchung nach und nähert sich den Traumgestalten. Als von Zesen zu Astor und dem Wurstjungen zurückkehrt, ist er aufgebracht über die neue Allianz der beiden. Er schießt einen Ball ins Wasserhindernis und schickt den Jungen im ungehaltenen Befehlston ins Wasser. Dieser zieht sich bis auf seine geringelte Unterwäsche aus. Von Zesen ist gebannt vom drahtigen Körper seines Schützlings. Als dieser den Ball findet und im Gegenlicht der Sonne mit der weißen Kugel winkt, verliert von Zesen das Bewusstsein. Der Marshall des Golfclubs ist auf die Snobs und die Spur ihrer Verwüstung aufmerksam geworden. Astor und der Wurstjunge gelingt es ihn außer Gefecht zu setzen. |           |                     |                   |   |
| 4 | 4         | Astor und Bollox    | 2. Dezember 2010  | - |
| Die Snobs verschnaufen hungrig in einem Unterstand um die Front Nine zu verarbeiten. Eine Diskussion über Kulinarik entbrennt. Von Zesen bittet den Wurstjungen mit einer Dose Gänsestopfleber sogenanntes „Ghetto Foie Gras“ herzustellen. Er schwenkt auf das Thema Liebe und bittet den Wurstjungen Rede und Antwort zu stehen. Unverhofft bricht aus dem wortkargen Jungen eine erotische Geschichte hervor, die die beiden Snobs nicht kalt lässt. Zurück auf dem Fairway bricht eine alte Fehde der Snobs auf, die sich ebenfalls um Erotisches dreht. Hitzig wird um die Vaterschaft, Freundschaft und Familie gestritten, um am Ende versöhnlich zusammen einzulochen. Am nächsten Loch geben eine hysterische Asiatin und ihr von der Golferkrankheit 'Yips" heimgesuchte Mann das Grün nicht frei und verwickeln die Snobs in ein absurdes Theater. |           |                     |                   |   |
| 5 | 5         | Bingo Bango Bongo   | 9. Dezember 2010  | - |
| Von Zesen hat genug von Astors Lieblingsspielzeug. Er wirft sein geliebtes Smartphone in das nächste Wasserhindernis. Astor sieht rot. Er bringt ein Erbstück von von Zesen in seinen Besitz und droht es ebenfalls im Wasser zu versenken. Damit es spannend bleibt, lässt er jedoch den Wurstjungen um von Zesens Schatz spielen. Wider Erwarten gewinnt der Junge. Doch das kann Astor nicht stoppen. Etwas später besinnt er sich wieder auf die Verbesserung seines Golfspiels. Nachdem er ein paar esoterische Ratschläge von von Zesen von der Hand gewiesen hat, entdeckt der Wurstjunge, dass er übernatürliche Fähigkeiten besitzt. Die Snobs testen die Tauglichkeit ihres frisch gebackenen Caddies im Direktkontakt mit dem Golf-Pro des Clubs. |           |                     |                   |   |
| 6 | 6         | My Fair Caddy       | 16. Dezember 2010 | - |
| Nach einer Pinkelpause bleibt der Wurstjunge verschollen. Astor und von Zesen bemerken wie sehr sie sich an den Jungen gewöhnt haben und huldigen ihn in einem Duett. Wieder vereint mit Regine lassen sich die Snobs zu einer Familienaufstellung überreden. Alte Ängste brechen auf und werden geheilt. Am 18. Loch treffen die geläuterten Snobs auf den vor langer Zeit überwältigten und in Vergessenheit geratenen Marshall, der sie bereits mit einem Empfangskomitee erwartet. Die Snobs können den alten Haudegen überzeugen den Disput auf Männerart auszuspielen. Ein Wettspiel am letzten Loch wird alles entscheiden. Mit vereinten Kräften und dem gerade wieder auflebenden Teamgeist gelingt es Astor und von Zesen, ihre alten Schwächen in Stärken umzuwandeln. Am Ende hilft ihnen ihre Wunderwaffe: der Wurstjunge. |           |                     |                   |   |